# Sielezniowskoje (obwód smoleński)
Sielezniowskoje (ros. Селезнёвское сельское поселение) – jednostka administracyjna (osiedle wiejskie) wchodząca w skład rejonu wieliskiego w оbwodzie smoleńskim w Rosji.
Centrum administracyjnym osiedla wiejskiego jest dieriewnia Sielezni.

## Geografia
Powierzchnia osiedla wiejskiego wynosi 7,74 km², a jego głównymi rzekami są Dźwina i Siertiejka.

## Historia
Osiedle powstało na mocy uchwały obwodu smoleńskiego z 28 grudnia 2004 r., a uchwałą z dnia 20 grudnia 2018 roku w jego skład weszły wszystkie miejscowości osiedla Sićkowskoje.

## Demografia
W 2020 roku osiedle wiejskie zamieszkiwało 1356 mieszkańców.

## Miejscowości
W skład jednostki administracyjnej wchodzi 39 miejscowości, w tym chutor (Smolenskij Brod) i 38 dieriewni (Aponaskowo, Babka, Bachtiei, Bałbai, Biełousowo, Dorożkino, Gorianie, Gorodiec, Iljemienka, Jechny, Klimowo, Korieni, Kożeki, Kriwka, Łogowo, Makłok, Makuni, Matiuchi, Michałowo, Naumowka, Osinowka, Osinowka, Podpojaski, Pojmiszcze, Projawino, Riabkowo, Rudnia, Rudomyje, Sielezni, Siertieja, Sićkowo, Szebino, Tcharino, Uzwoz, Warnyszy, Zadubrowje, Zagoskino, Żygałowo).